# Wohnhaus Kirchstraße 4
Das Wohnhaus Kirchstraße 4 in Hoya, Kirchstraße, wurde im 19. Jahrhundert gebaut.
Das Gebäude wird auch aktuell (2022) als Wohnhaus genutzt.
Das Gebäude steht unter Denkmalschutz (siehe auch Liste der Baudenkmale in Hoya).

## Beschreibung
Das zweigeschossige verputzte historisierende giebelständige Gebäude mit Krüppel- und Satteldach, betonten rund- und segmentbogigen Öffnungen sowie dem markanten mittleren Fries mit Verzierungen und dem Gesims am Giebel, wurde im 19. Jahrhundert gebaut.